# Tegal Besar (Kaliwates)
Tegal Besar is een bestuurslaag in het regentschap Jember van de provincie Oost-Java, Indonesië. Tegal Besar telt 30.280 inwoners (volkstelling 2010).